# Mona Rae Miracle
Mona Rae Miracle (* 18. Juli 1939 in Pineville, Kentucky) ist eine US-amerikanische Schriftstellerin. Gemeinsam mit ihrer Mutter Berniece Baker Miracle schrieb sie 1994 My Sister Marilyn: A Memoir of Marilyn Monroe, eine Biografie über ihre Tante Marilyn Monroe.

## Leben
Mona Rae Miracle wurde 1939 in Pineville, Kentucky geboren. Ihre Eltern waren Paris Miracle und Berniece Baker Miracle, die Halbschwester von Marilyn Monroe. Mona war ihr einziges Kind. Sie studierte Journalismus an der University Of Florida und erhielt wie Marilyn Monroe Schauspielunterricht von Lee Strasberg im Actors Studio. Miracle arbeitete lange als Lehrerin und Bibliothekarin.
1990 starb ihr Vater. Vier Jahre später veröffentlichten sie und ihre Mutter das ihm gewidmete My Sister Marilyn: A memoir of Marilyn Monroe. In der autorisierten Biografie schrieb Mona über die Kindheit ihrer Mutter und Tante sowie das Familienleben, bis hin zu Monroes Tod.
Miracle schrieb danach weitere Bücher – Wesley’s Gift und Nuclear People –, die 2003 erschienen. Sie ist Mitglied der Authors Guild und befürwortete 2015 die Darstellung ihrer berühmten Tante durch Schauspielerin Erin Gavin, die sie zur Bühnenshow Marilyn: My Secret einlud. Sie lebt zurückgezogen in Gainesville, lange auch mit ihrer Mutter, die 2014 mit 94 Jahren starb. Mona Rae Miracle ist die letzte bekannte lebende Verwandte Marilyn Monroes.

## Schrift
- Berniece Baker Miracle, Mona Rae Miracle: My Sister Marilyn: A Memoir of Marilyn Monroe. Algonquin Books, 1994, ISBN 978-1-565-12070-9.